# نيك هاربر (عازف قيثارة)
نيك هاربر (بالإنجليزية: Nick Harper)‏ هو عازف قيثارة ومغن مؤلف بريطاني، ولد في 22 يونيو 1965 في لندن في المملكة المتحدة.

## وصلات خارجية
- الموقع الرسمي
- نيك هاربر على موقع ميوزك برينز (الإنجليزية)
- نيك هاربر على موقع ديسكوغز (الإنجليزية)